# Monte Saint Helens
Il Monte Saint Helens o Monte Sant'Elena (in inglese Mount Saint Helens, noto altresì come Lawetlat'la dagli indigeni della tribù dei Cowlitz e Loowit o Louwala-Clough per i Klickitat) è uno stratovulcano attivo situato negli Stati Uniti, più in dettaglio nella contea di Skamania nello stato di Washington. Situato 83 km a nord-est di Portland e 158 a sud di Seattle, la sua denominazione si deve al diplomatico britannico Alleyne Fitzherbert, lord di St. Helens, un amico dell'esploratore George Vancouver che esplorò l'area alla fine del XVIII secolo. Il cratere rientra nell'arco vulcanico delle Cascate, un segmento della cintura di fuoco del Pacifico.
Il monte St. Helens divenne famoso a fine Novecento per la sua spettacolare eruzione del 18 maggio 1980, l'evento vulcanico più mortale ed economicamente più distruttivo nella storia degli Stati Uniti. A perdere la vita furono 57 persone, mentre andarono distrutti 47 ponti, 200 abitazioni, 24 km di ferrovie e 298 di autostrada. Imponenti valanghe di detriti, innescate da un terremoto di magnitudo 5.1, generarono a loro volta un'eruzione laterale che ridusse l'elevazione della vetta della montagna da 2.950 a 2.550 m, lasciando un cratere ampio 1,6 km a forma di ferro di cavallo. La valanga di detriti ammontava in termini di volume a 2,5 km³. L'eruzione del 1980 segnò una grave crisi per gli ecosistemi terrestri, mentre, al contrario, quelli acquatici beneficiarono notevolmente delle quantità di cenere, in quanto consentì alle specie subacquee di riprodursi in tempi più rapidi. Sei anni dopo l'eruzione, la maggior parte dei laghi della zona sono tornati al loro stato normale.
Dopo la sua eruzione del 1980, il vulcano ha fatto registrare un'attività vulcanica più o meno continua fino al 2008. I geologi prevedono che le future eruzioni si riveleranno più distruttive, poiché la conformazione dei duomi di lava richiederà più pressione perché possa avvenire l'eruzione. Il Saint Helens resta oggi una popolare meta per gli escursionisti e viene scalato tutto l'anno. Nel 1982, si decise di istituire il monumento vulcanico nazionale dedicato alla vetta sotto l'amministrazione del presidente degli Stati Uniti Ronald Reagan.
Il St. Helens è, assieme al Lassen Peak, l'unico vulcano ad aver eruttato all'interno degli Stati Uniti d'America contigui nel corso del XX secolo, e l'unico in assoluto nel XXI.

## Geografia

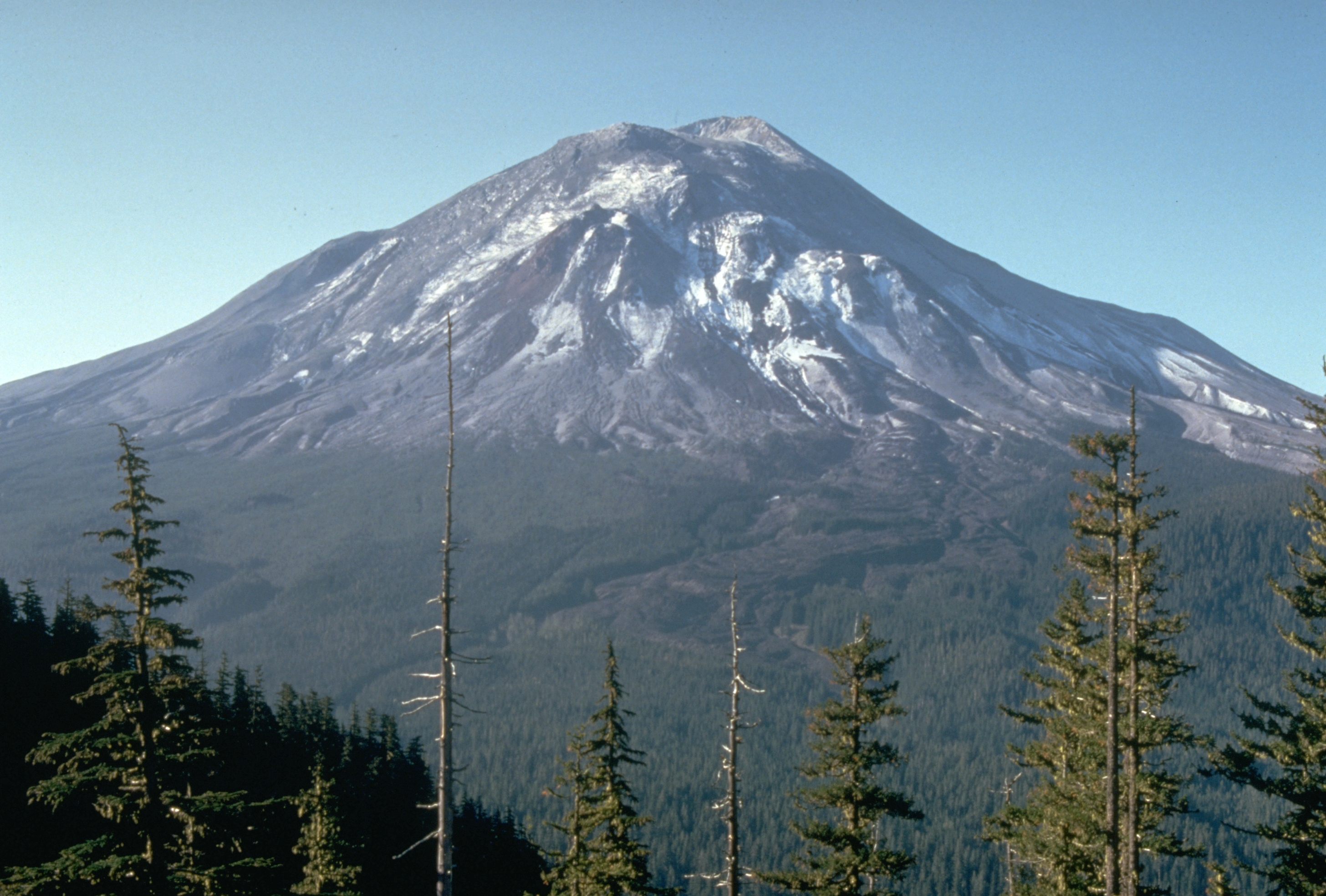
Il monte St. Helens come immortalato un giorno prima dell'eruzione del 1980, la quale fece esplodere gran parte della parete settentrionale della montagna lasciandovi un grande cratere

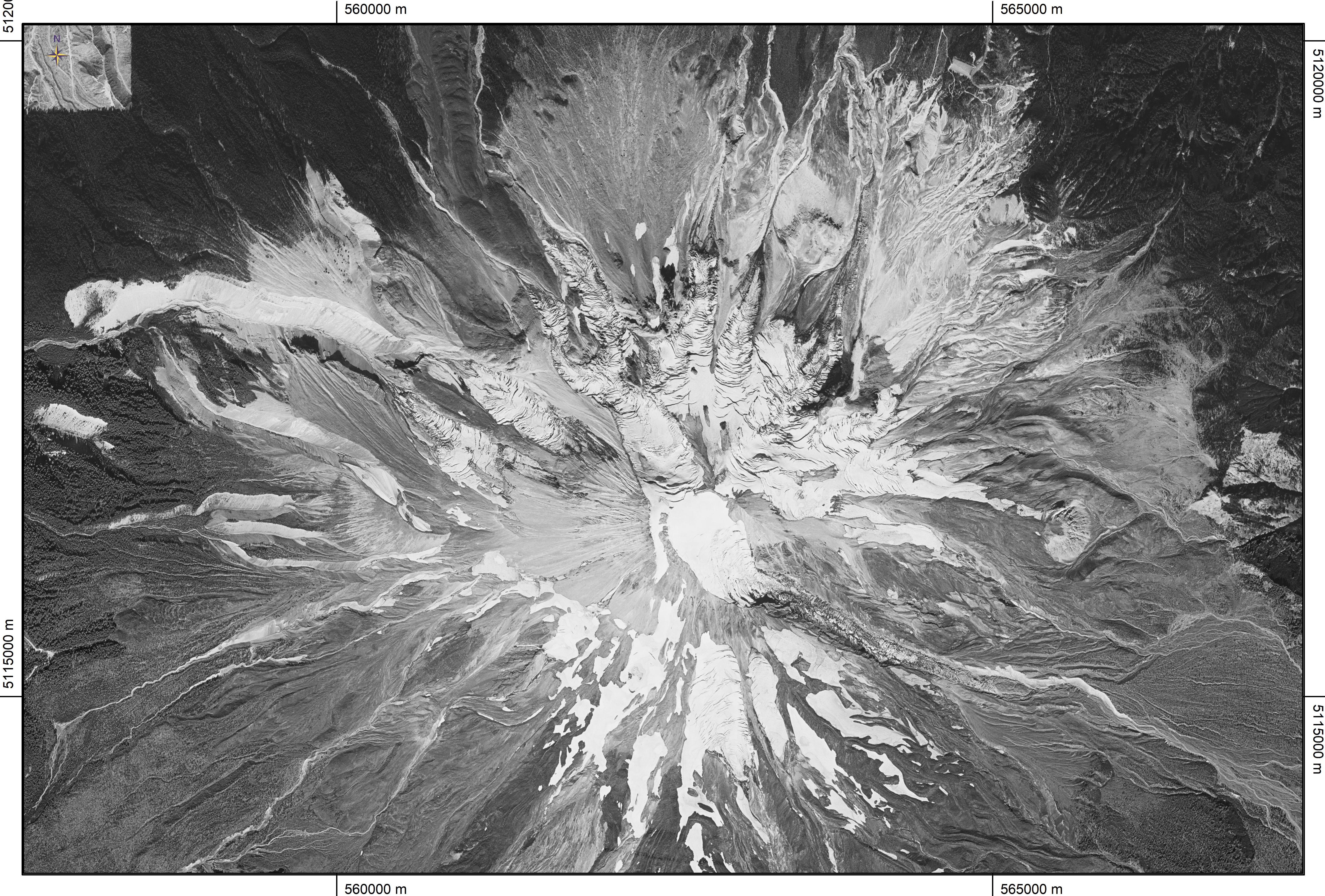
Immagine satellitare del St. Helens (23 luglio 1975)

Il St. Helens si trova nella sezione occidentale della catena delle Cascate e 55 km a ovest del monte Adams: considerati "fratello e sorella", i due vulcani distano circa 80 km dal monte Rainier, la cima maggiore del complesso montuoso. Il monte Hood, il picco vulcanico di più estese proporzioni e maggiormente vicino in Oregon, dista 100 km dal St. Helens e svetta a sud-est.
Il monte risulta geologicamente giovane rispetto agli altri grandi vulcani delle Cascate: formatosi solo negli ultimi 40.000 anni, il cono sommitale presente prima dell'eruzione del 1980 cominciò ad assumere le sembianze del secolo scorso circa 2.200 anni fa. Il vulcano è considerato il più attivo delle Cascate nell'Olocene, epoca che comprende all'incirca gli ultimi 11.700 anni.
Prima dell'eruzione del 1980, il St. Helens costituiva la quinta vetta più alta del Washington. Poiché si ergeva in modo imperioso sulle colline circostanti e per via del notevole ghiaccio unito alla neve che si distribuiva sulla sua tutto sommato regolare cima prima del 1980, in alcuni testi si guadagnò il soprannome di "Fuji d'America". La prominenza topografica attuale si attesta a 1.404 m, mentre il diametro alla base risulta pari a 9,7 km.
I torrenti che nascono dal vulcano fluiscono in tre principali sistemi fluviali: il fiume Toutle a nord e nord-ovest, il Kalama a ovest e il Lewis a sud e a est. I torrenti vengono alimentati dalle abbondanti piogge e nevicate, essendo la piovosità media annua pari a 3.600 mm e il manto nevoso sulle pendici superiori della montagna talvolta uguale a 5 m. Il fiume Lewis è stato confinato in tre diverse dighe funzionali a generare energia idroelettrica. I corsi d'acqua sui lati meridionale e orientale del vulcano sfociano in un argine a monte, lo Swift Reservoir.
Benché il monte St. Helens sia localizzato nella contea di Skamania, le vie di accesso alla montagna passano attraverso quella di Cowlitz a ovest e di Lewis fino al nord. La Washington State Route 504, conosciuta localmente come Spirit Lake Memorial Highway, si collega con l'Interstate 5 all'uscita 49, 55 km a ovest della cima. La cittadina più vicina al vulcano è Cougar, nella valle del fiume Lewis, 18 km a sud-sudovest della vetta. La foresta nazionale di Gifford Pinchot circonda la sommità.

### Ghiacciai recenti

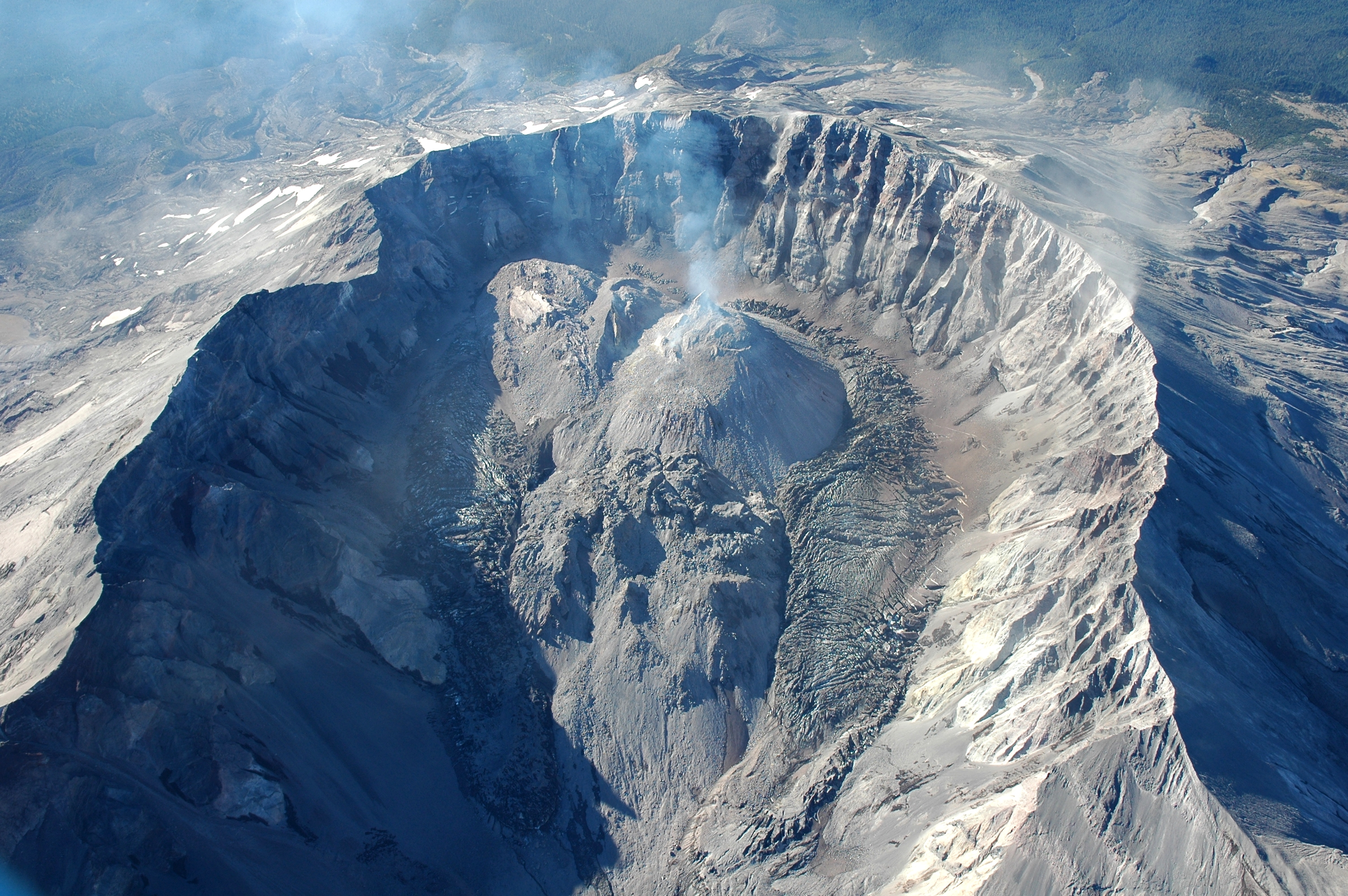
Il cratere nel 2006: evidente la crescita del ghiacciaio

Durante l'inverno 1980-1981, fece la sua comparsa un nuovo ghiacciaio, oggi chiamato Crater e in passato Tulutson. Grazie all'ombra fornita dalle pareti del cratere e alimentato da abbondanti nevicate e ripetute valanghe di neve, esso crebbe rapidamente (4,3 m all'anno di spessore), tanto che nel 2004 copriva circa 0,93 km² ed era diviso dalla sommità sul fianco occidentale e orientale. In genere, verso la fine dell'estate, il ghiacciaio si mostra di colore scuro per via della caduta di massi dalle pareti del cratere e cenere dovuti alle eruzioni. A partire dal 2006, il ghiaccio aveva uno spessore medio di 100 m e un massimo di 200, una profondità pari quasi quanto al più vecchio e più grande ghiacciaio Carbon presente sul monte Rainier. Il ghiaccio si originò tutto dopo il 1980, risultando dunque assai giovane da un punto di vista geologico: nonostante la sua poca longevità, il suo volume raggiunge più o meno lo stesso di tutti i ghiacciai precedenti al 1980 messi insieme.
Con la recente attività vulcanica iniziata nel 2004, i lati esterni del ghiacciaio sono stati spinti da e verso l'alto per via della formazione di nuove sommità vulcaniche. La superficie del ghiacciaio, un tempo per lo più priva di crepacci, si trasformò in un caotico guazzabuglio di cascate di ghiaccio, suggellate da ragguardevoli crepacci e seracchi causati dal movimento del fondo del cratere. Le nuove cupole separarono quasi tutto il ghiacciaio del cratere in due tronconi, localizzati rispettivamente a est e a ovest. Nonostante l'attività vulcanica, le estremità del ghiacciaio avanzarono ancora, con un leggero spostamento sul fianco occidentale e un avanzamento più considerevole a ovest. A causa dell'avanzata, i due banchi di acqua solida si unirono a fine maggio 2008, finendo per circondare completamente le sommità. Inoltre, dal 2004, nuovi ghiacciai si sono originati sopra il Crater, forse iniziando a corrodere la roccia sottostante; altre due aree glaciali si rintracciano a nord della parte orientale del Crater.

## Storia geologica

Tettonica a placche nella catena delle Cascate

Il monte St. Helens rientra nell'arco vulcanico delle Cascate, una fascia a forma arcuata che si estende dal sud-ovest della Columbia Britannica alla California settentrionale, approssimativamente parallela alla costa del Pacifico. Sotto la regione delle Cascate, una densa placca oceanica continua a sprofondare sotto la placca nordamericana in un processo noto come subduzione. Mentre la crosta oceanica svanisce al di sotto della placca continentale, temperature e pressioni elevate consentono alle molecole d'acqua bloccate nei minerali della roccia solida di fuoriuscire. Il vapore acqueo sale nel permeabile mantello sopra la piastra in subduzione, provocando la fusione di parte dello stesso. Questo magma di recente formazione sale verso l'alto attraverso la crosta lungo un percorso di minor resistenza, sia per mezzo di fratture e faglie sia per via delle fusione di pareti rocciose. L'aggiunta di crosta fusa modifica la composizione geochimica e parte di essa sale verso la superficie terrestre pronta ad eruttare, formando l'arco vulcanico delle Cascate sopra la zona di subduzione.
Il magma del mantello si accumulò in due camere sotto il vulcano: una a circa 5–12 km sotto la superficie, l'altra a circa 12-40. La parte inferiore della camera magmatica appariva condivisa con il monte Adams e il complesso vulcanico dell'Indian Heaven.

### Genesi del vulcano
Le prime fasi eruttive del St. Helens vengono conosciute come "Ape Canyon Stage" (circa 40.000-35.000 anni fa), "Cougar Stage" (circa 20.000-18.000 anni fa) e "Swift Creek Stage" (circa 13.000–8.000 anni fa). Il periodo moderno, dal 2500 a.C. circa, è chiamato "Spirit Lake Stage". Nel complesso, le fasi storico-geologiche antecedenti all'arco temporale appena esposto sono conosciute come "stadi ancestrali". Queste ultime differiscono da quelle moderne principalmente nella composizione delle lave emesse; mentre le prime erano costituite da una caratteristica miscela di dacite e andesite, la lava moderna si presenta in forme variabili (da olivina basalto ad andesite e dacite).
St. Helens cominciò la sua crescita nel Pleistocene 37.600 anni fa, durante la fase dell'Ape Canyon, con eruzioni di dacite e andesite di pomice calda e cenere. 36.000 anni fa, un grande lahar discese dal vulcano: le colate di fango ebbero una forza significativa in tutti i cicli eruttivi di Sant'Elena. Il periodo eruttivo dell'Ape Canyon si concluse circa 35.000 anni fa e seguì, fino a 17.000 anni fa, relativa quiete. Parti di questo cono ancestrale andarono frammentate e trasportate da ghiacciai 18.000–14.000 anni fa, durante l'ultima era glaciale.
Il secondo periodo eruttivo, il Cougar Stage, iniziò 20.000 anni fa e durò per 2.000. I flussi piroclastici di pomice calda e la cenere che favorì la crescita di duomi dominarono questo arco temporale. Seguirono altri 5.000 anni di quiescenza, cessati solo dopo l'inizio della fase Swift Creek, contraddistinta da flussi piroclastici, crescita della sommità e copertura delle zone circostanti con tefra. La fase Swift Creek cessò 8.000 anni fa.

### I cicli eruttivi di Smith Creek e Pine Creek
Una dormienza di circa 4.000 anni fu interrotta intorno al 2500 a.C. con il principio del periodo eruttivo di Smith Creek, quando eruzioni di ingenti quantità di cenere e pomice bruno-giallastra coprirono migliaia di chilometri quadrati. Un'eruzione nel 1900 a.C. risultò la più grande eruzione conosciuta da St. Helens durante l'Olocene, depositando il cosiddetto Yn tefra. Questo periodo eruttivo durò fino al 1600 a.C. circa e lasciò depositi profondi 46 cm di materiale ritrovato anche a 80 km di distanza dall'attuale parco nazionale del monte Rainier. Le tracce di depositi più lontane si ritrovano fino a nord-est del parco nazionale Banff in Alberta, e a sud-est in Oregon. In totale, potrebbero essere stati espulsi fino a 10 km³ di materiale, cui seguirono circa 400 anni di quiescenza.
Il St. Helens si risvegliò intorno al 1200 a.C., dando il via al ciclo eruttivo noto come Pine Creek. Questo durò fino all'800 a.C. circa e si distinse per esplosioni di minor volume. Numerosi flussi piroclastici densi e quasi incandescenti invasero i fianchi del St. Helens e si fermarono solamente una volta raggiunte le valli vicine. Un grande flusso di fango riempì parzialmente 64 km della valle del fiume Lewis tra il 1000 a.C. e il 500 a.C.

### Ciclo di Castle Creek e Sugar Bowl
Il successivo ciclo eruttivo, quello di Castle Creek, iniziò intorno al 400 a.C., ed è caratterizzato da un cambiamento nella composizione della lava di Sant'Elena, con l'aggiunta di olivina e basalto. Il cono sommitale precedente al 1980 iniziò a formarsi durante il lasso di durata di Castle Creek. Significative colate laviche, unite alle lave e rocce frammentate e polverizzate (tefra), in precedenza molto più comuni, fecero da padroni in tale frangente. Grandi colate laviche di andesite e basalto coprirono parti della montagna, tra cui una intorno al 100 a.C. che raggiunse le valli dei fiumi Lewis e Kalama. Altre, come quella di Cave Basalt (noto per il suo sistema di tunnel di lava), scorrevano fino a 14 km dalle loro bocche. Durante il I secolo, le colate di fango si spostarono di 50 km lungo le valli dei fiumi Toutle e Kalama e potrebbero aver raggiunto il fiume Columbia. Seguirono altri 400 anni di quiescenza.
Il periodo eruttivo di Sugar Bowl fu breve e notevolmente diverso dagli altri periodi storici del St. Helens: si trattò dell'unica esplosione di cui si ha notizia che si sparse su tutti i lati prima del ciclo del 1980. Durante tale arco temporale, il vulcano dapprima non esplose in maniera violenta, poi si lasciò andare almeno due volte, producendo un piccolo quantitativo di tefra, depositi a esplosione diretta, flussi piroclastici e lahar.

### Ciclo di Kalama e Goat Rocks

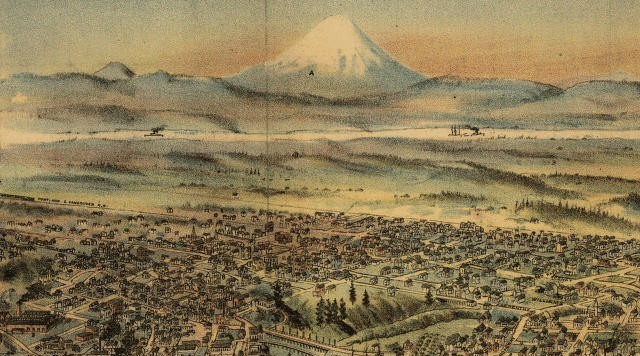
L'aspetto simmetrico del Sant'Elena prima dell'eruzione del 1980 gli valse il soprannome di "Fuji d'America". Una simile conformazione si creò durante il ciclo di Kalama e Goat Rocks

I circa 700 anni di pausa si interruppero intorno al 1480, quando grandi quantità di pomice e cenere di dacite grigio chiaro inaugurarono il ciclo di Kalama. A livello di proporzioni, l'eruzione del 18 maggio 1980 ebbe un impatto decisamente minore. Nel 1482, si verificò una nuova grande esplosione che rivaleggiò in termini di volume con quella del 1980. Cenere e pomice si accumularono 9,7 km a nord-est del vulcano con uno spessore di quasi 1 metro; a 80 km di distanza, la cenere faceva registrare la profondità di 5 cm. Grandi flussi piroclastici e colate di fango successivamente piovvero lungo i fianchi occidentali del cratere e nel sistema di drenaggio del fiume Kalama.
In tali 150 anni avvenne l'eruzione di lava meno ricca di silice sotto forma di cenere andesitica, che formarono almeno otto strati alternati di colore chiaro e scuro. La lava andesite a blocchi scorreva poi dal cratere sommitale di St. Helens lungo il fianco sud-est del vulcano. In seguito, i flussi piroclastici si diressero verso valle, spargendosi al di sopra della lava andesite e nella valle del fiume Kalama. Tale periodo si concluse con la realizzazione di una cupola di dacite alta 200 m sulla sommità del vulcano, che riempì e superò un cratere già presente in cima. Numerose parti dei lati della sommità si staccarono e ricoprirono delle porzioni del cono vulcanico con del ghiaione. Le esplosioni laterali scavarono una fossa nella parete del cratere sud-orientale. Il St. Helens raggiunse la sua massima altezza e le sue linee quasi del tutto simmetriche quando terminò il ciclo eruttivo di Kalama, intorno al 1647. Il vulcano rimase in uno stato di quiescenza per un secolo e mezzo.
Il periodo eruttivo di 57 anni cominciato nel 1800 prende il nome dalla vetta di Goat Rocks e risultò il primo ad essere descritto tramite fonti scritte. Come la fase Kalama, il periodo di Goat Rocks fu inaugurato da un'esplosione di tefra seguita da un flusso di lava andesitico e da una grande nuvola di dacite. L'eruzione del 1800 probabilmente rivaleggiò per dimensioni con l'eruzione del 1980, sebbene non avesse provocato una massiccia distruzione del cono. La cenere si spostò a nord-est, sopra il Washington centrale e orientale, Idaho settentrionale e Montana occidentale. Avvennero almeno una dozzina di piccole eruzioni di cenere segnalate dal 1831 al 1857, inclusa una abbastanza grande nel 1842. A rilasciare detriti fu una sommità vicino a Goat Rocks sul fianco nord-est. Fu proprio quest'ultima che, il 18 maggio 1980, distrusse l'intera parete settentrionale e 400 m della montagna.

### Attività recente

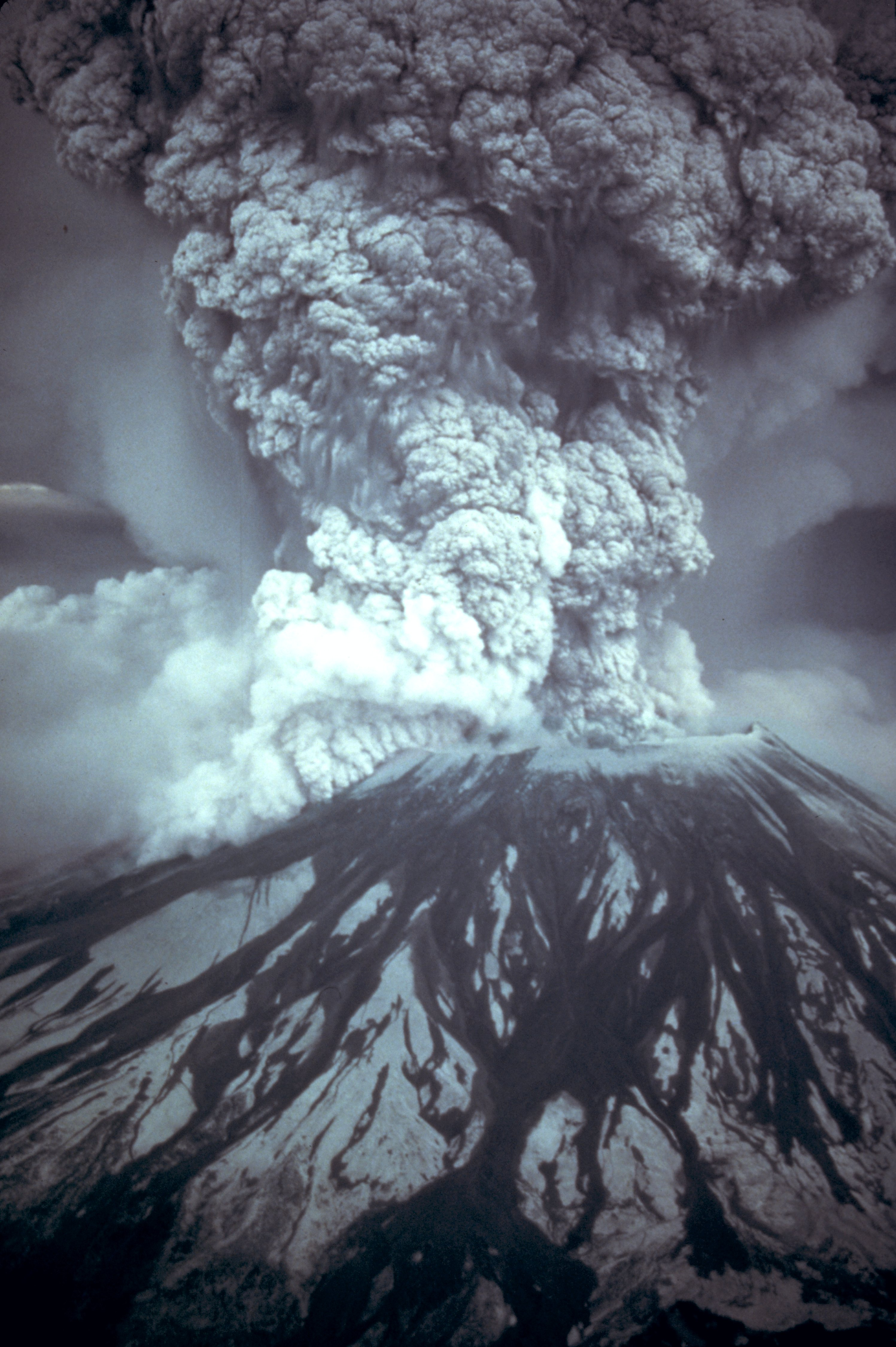
Il Saint Helens il 18 maggio 1980 alle 08:32 ora locale

#### 1980-2001
Il 20 marzo 1980, il monte St. Helens fece registrare un sisma di magnitudo 4.2 e, il 27, i soffioni iniziarono a rilasciare getti di vapore incandescente. Entro la fine di aprile, al di sotto della zona settentrionale della montagna il magma cominciò a muoversi. Il 18 maggio ebbe luogo un secondo terremoto, di magnitudo 5.1, il quale innescò un massiccio crollo della parete nord della montagna. Si trattò della maggiore frana di detriti mai registrato nella storia recente. Il magma a St. Helens rilasciò un flusso piroclastico su larga scala che appiattì la vegetazione e gli edifici su 600 km². Più di 1,5 milioni di tonnellate di anidride solforosa finirono riversati nell'atmosfera. Sull'indice di esplosività vulcanica, l'eruzione è stata valutata con un 5 e classificata come eruzione di tipo pliniano.
Le sezioni crollate del fianco settentrionale del St. Helens si mescolarono a ghiaccio, neve e acqua generando lahar (colate di fango vulcanico): questi scorsero per vari chilometri lungo i fiumi Toutle e il Cowlitz, distruggendo ponti e i capannoni di industrie di legname locali. Un totale di 3.000.000 m³ di materiale venne trasportato per 27 km a sud, nel fiume Columbia, per opera delle colate di fango.
Per più di nove ore, il vigoroso pennacchio di cenere continuò a ergersi imperioso nel panorama locale, raggiungendo una quota massima compresa tra i 20 e i 27 km sul livello del mare. La piramide di fumo si mosse verso est a una velocità media di 100 km/h, riversando una colata di cenere che raggiunse l'Idaho entro mezzogiorno. Le ceneri dell'eruzione vennero trovate la mattina successiva sopra le automobili e i tetti fino alla città di Edmonton in Alberta, in Canada.

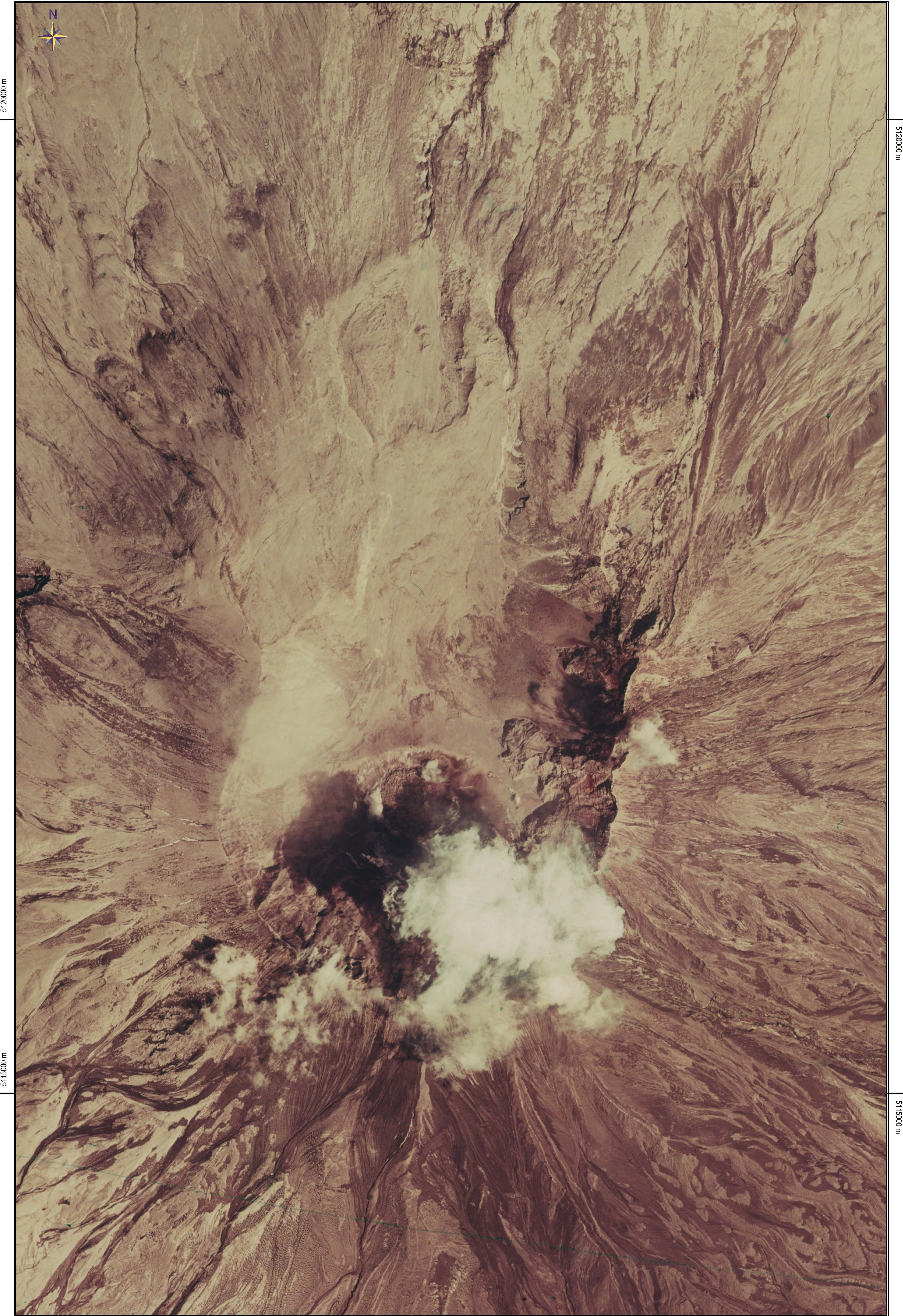
Immagine satellitare a infrarossi del St. Helens il 30 giugno 1980

Verso le 17:30 il 18 maggio, la colonna verticale di cenere diminuì di elevazione, mentre le esplosioni meno violente continuarono per tutta la notte e per i giorni successivi. L'eruzione di St. Helens del 18 maggio rilasciò 24 megatoni di energia termica ed emise più di 1,5 km³ di materiale. La distruzione del lato settentrionale della montagna ridusse l'altezza della vetta di circa 400 m e lasciò un cratere largo tra 1,6 e 3,2 km di larghezza e 600 m di profondità, configurando un'enorme breccia. L'eruzione portò alla morte di 57 persone, quasi 7.000 animali di grossa taglia (in particolari cervi, alci e orsi) e circa 12 milioni di pesci. Vennero danneggiate o rase al suolo oltre 200 case, 298 km di autostrada e 24 di ferrovia.
Tra il 1980 e il 1986, l'attività in loco continuò, specie quando si costituì un nuovo duomo di lava; più tardi, dal 7 dicembre 1989 al 6 gennaio 1990 e dal 5 novembre 1990 al 14 febbraio 1991, la montagna eruttò generando talvolta enormi nuvole di cenere.

Mutamenti geomorfologica della sommità del St. Helens tra gli anni 1982-2017
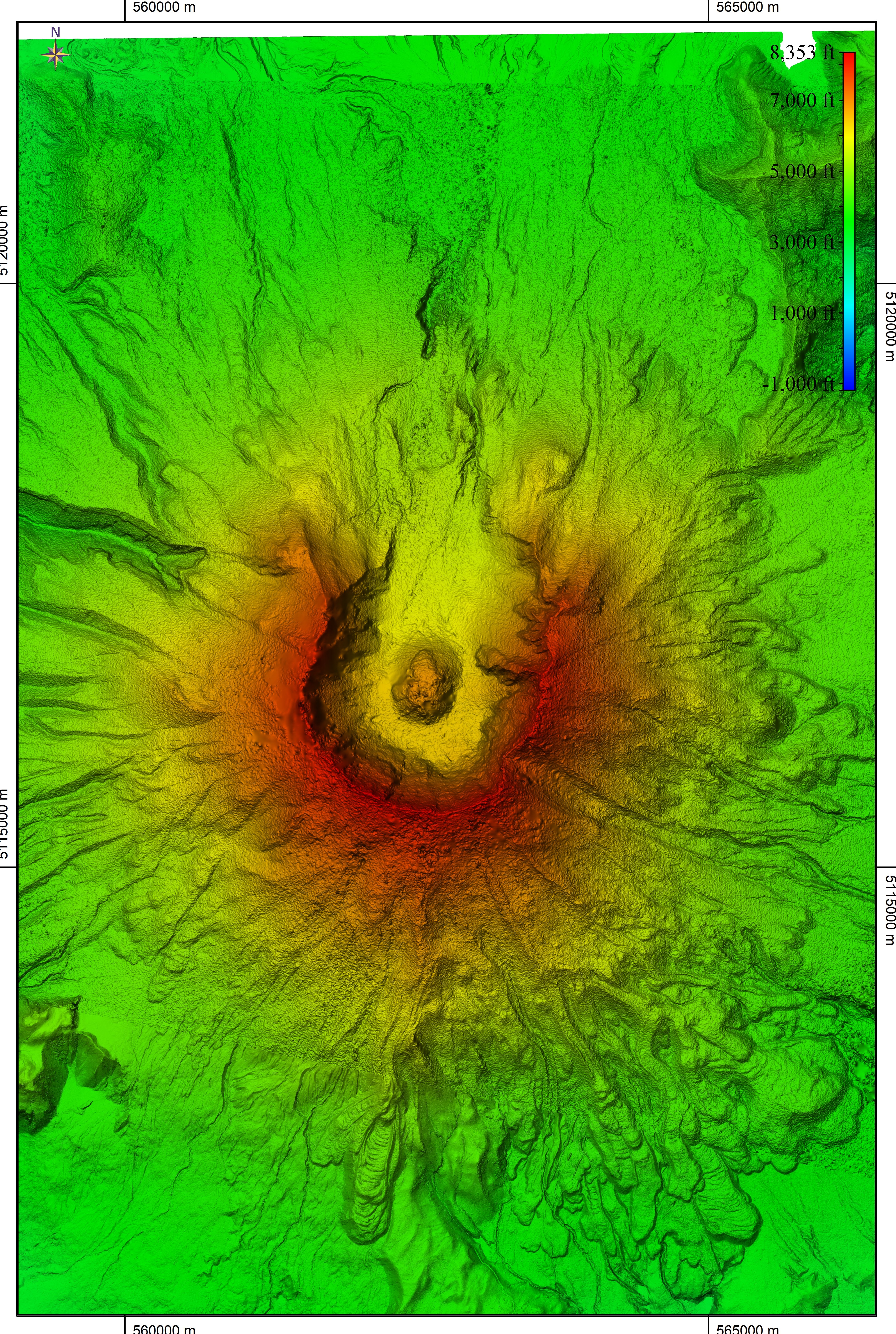
Modello di elevazione digitale del monte St. Helens (1982)
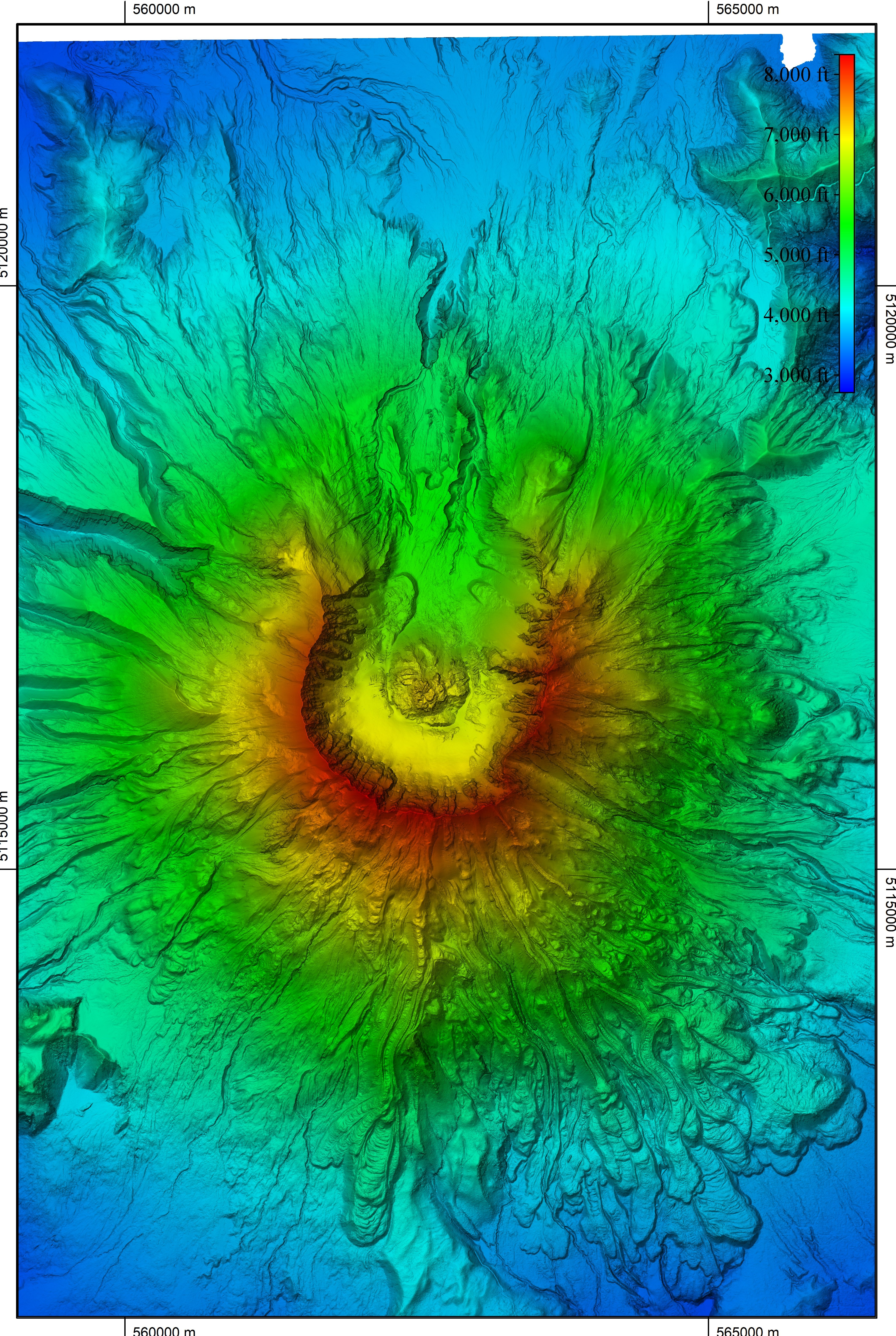
Modello digitale di elevazione del monte St. Helens (2003)
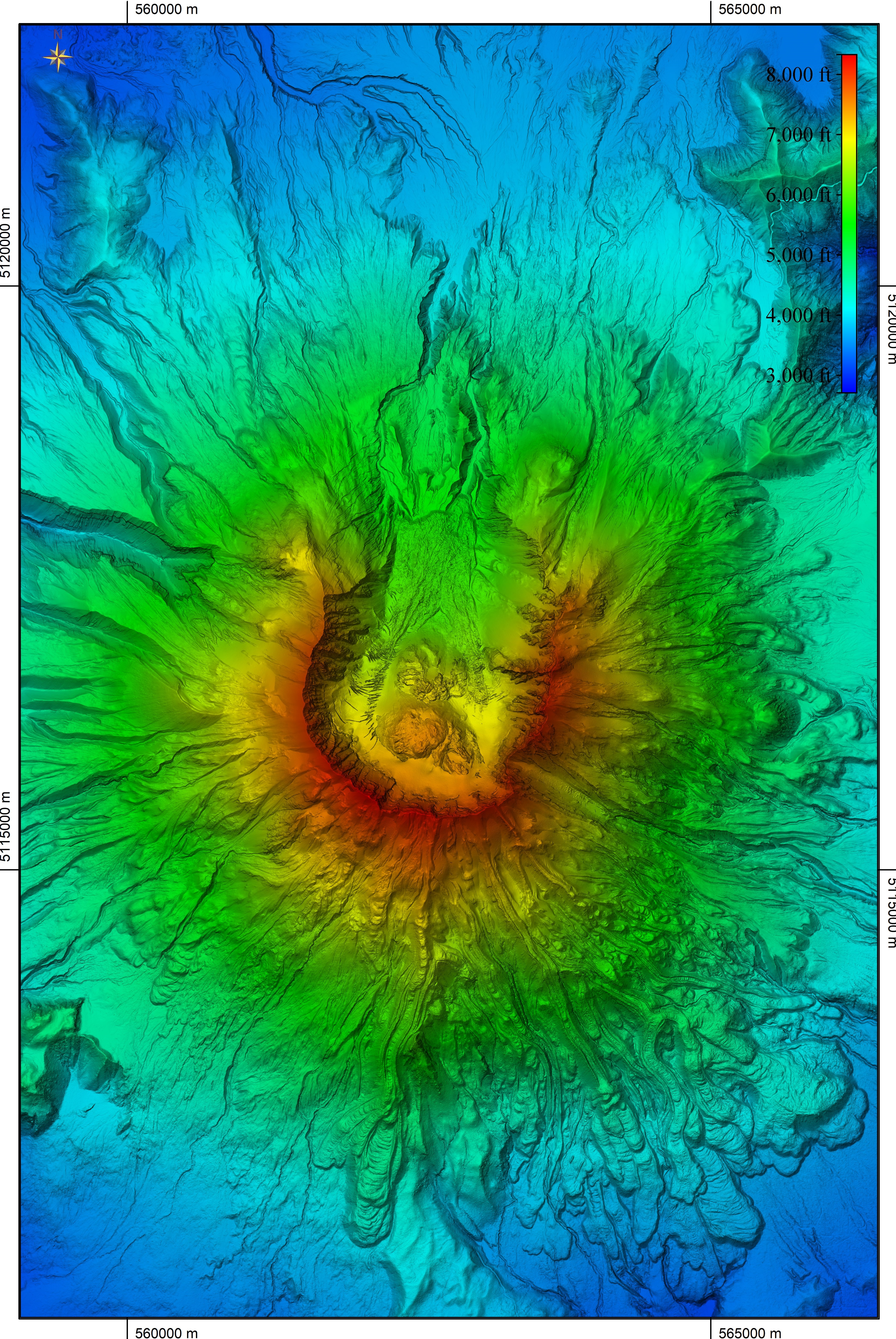
Modello di elevazione digitale del monte St. Helens (2017)
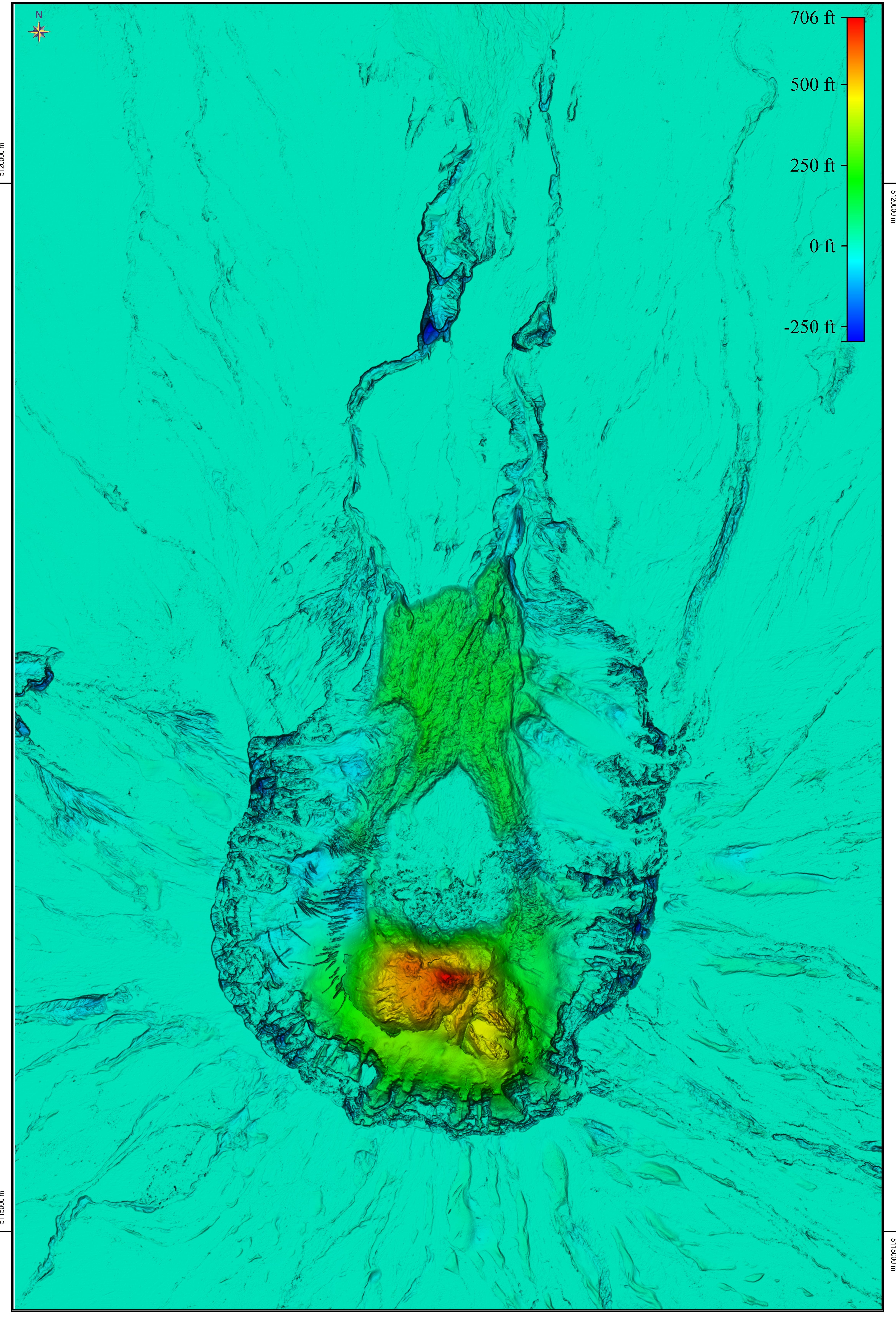
Mutamento della sommità tra il 2002 e il 2017
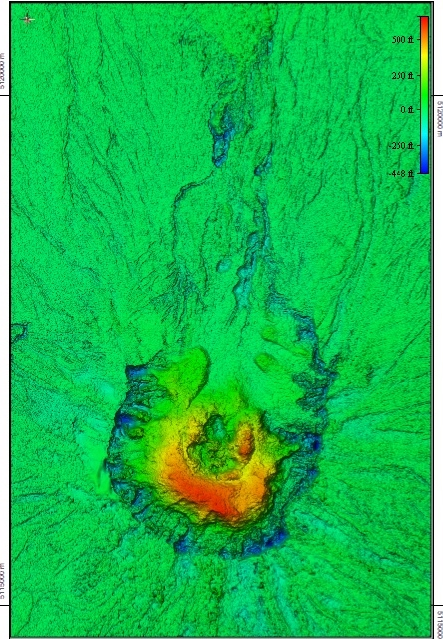
Mutamento della sommità tra il 1982 e il 2003
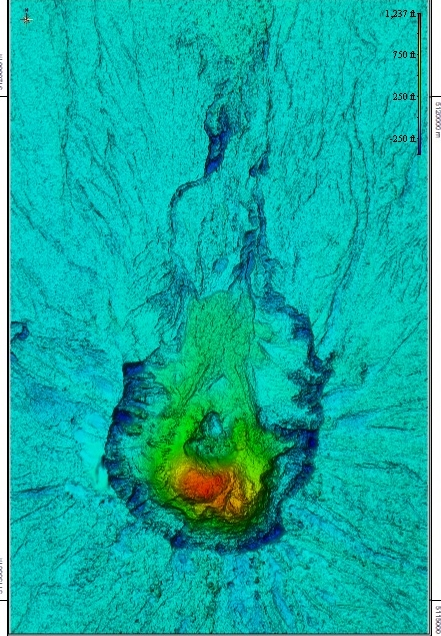
Mutamento della sommità tra il 1982 e il 2017

#### 2004-2008

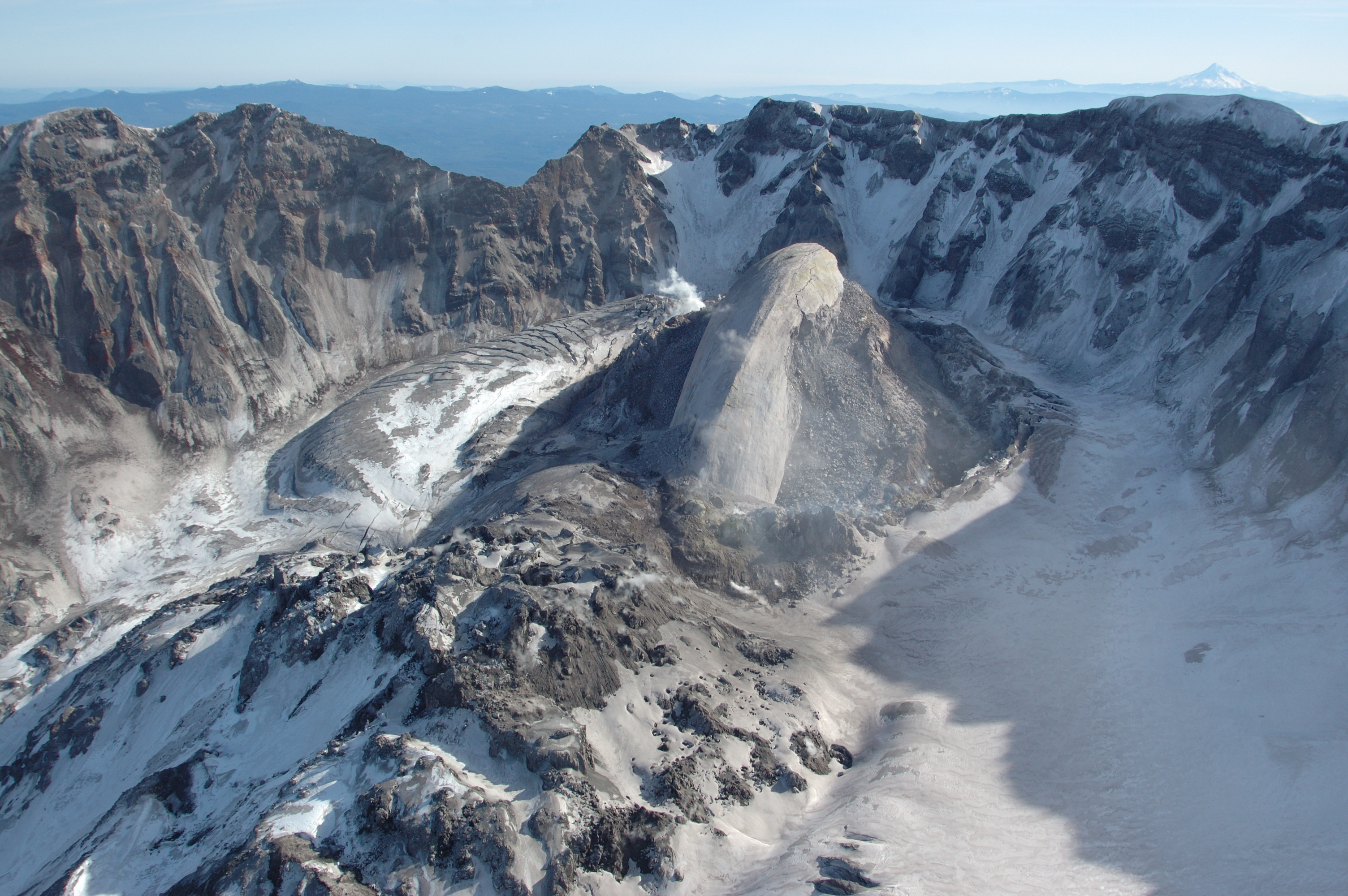
La caratteristica protrusione solida detta "Whaleback", traducibile in italiano come “a dorso di balena”, terminologia già utilizzata nell’anticlinale rappresentata dal Montello (Italia).
[febbraio 2005]

Il magma raggiunse la superficie del vulcano intorno all'11 ottobre 2004, determinando la costruzione di un nuovo duomo di lava sul lato meridionale: la crescita di quest'ultima proseguì per tutto il 2005 e nel 2006. Fecero la loro apparizione diverse protrusioni solide, fra cui la "whaleback", che comprendeva intricati alberi di magma solidificato estrusi dalla pressione del magma sottostante. Tuttavia, considerata la loro fragilità, queste guglie non durarono molto e si ruppero poco tempo dopo. Il 2 luglio 2005, la whaleback si frantumò, causando una caduta di massi che propagò cenere e polvere per diverse centinaia di metri in aria.
Il monte St. Helens mise in atto un'attività significativa l'8 marzo 2005, quando emerse un pennacchio di vapore e cenere alto 11.000 m visibile da Seattle. Tale eruzione, dalla portata relativamente minore, avvenne per via di un rilascio di pressione in concomitanza con la costruzione del duomo in corso. Il rilascio fu accompagnato da un terremoto di magnitudo 2.5.
Un'altra formazione caratteristica che emergeva dal duomo era chiamata "pinna" (fin) o "lastra" (slab). Grande circa la metà di un campo da calcio, essa si raffreddò e fu spinta verso l'alto alla velocità di 2 m al giorno. A metà giugno 2006, la lastra si sgretolò in frequenti frane, sebbene fosse ancora in fase di estrusione. L'altezza della cupola ammontava a 2.300 m, una cifra però al di sotto dell'altezza raggiunta nel luglio 2005 quando la whaleback implose.
Il 22 ottobre 2006, alle 15:13 ora locale, si registrò un terremoto di magnitudo 3,5 presso la cosiddetta roccia estrusiva Spine 7. Il crollo e la valanga della cupola lavica generarono un pennacchio di cenere alto 600 m sul bordo occidentale del cratere, diradandosi poi in fretta.

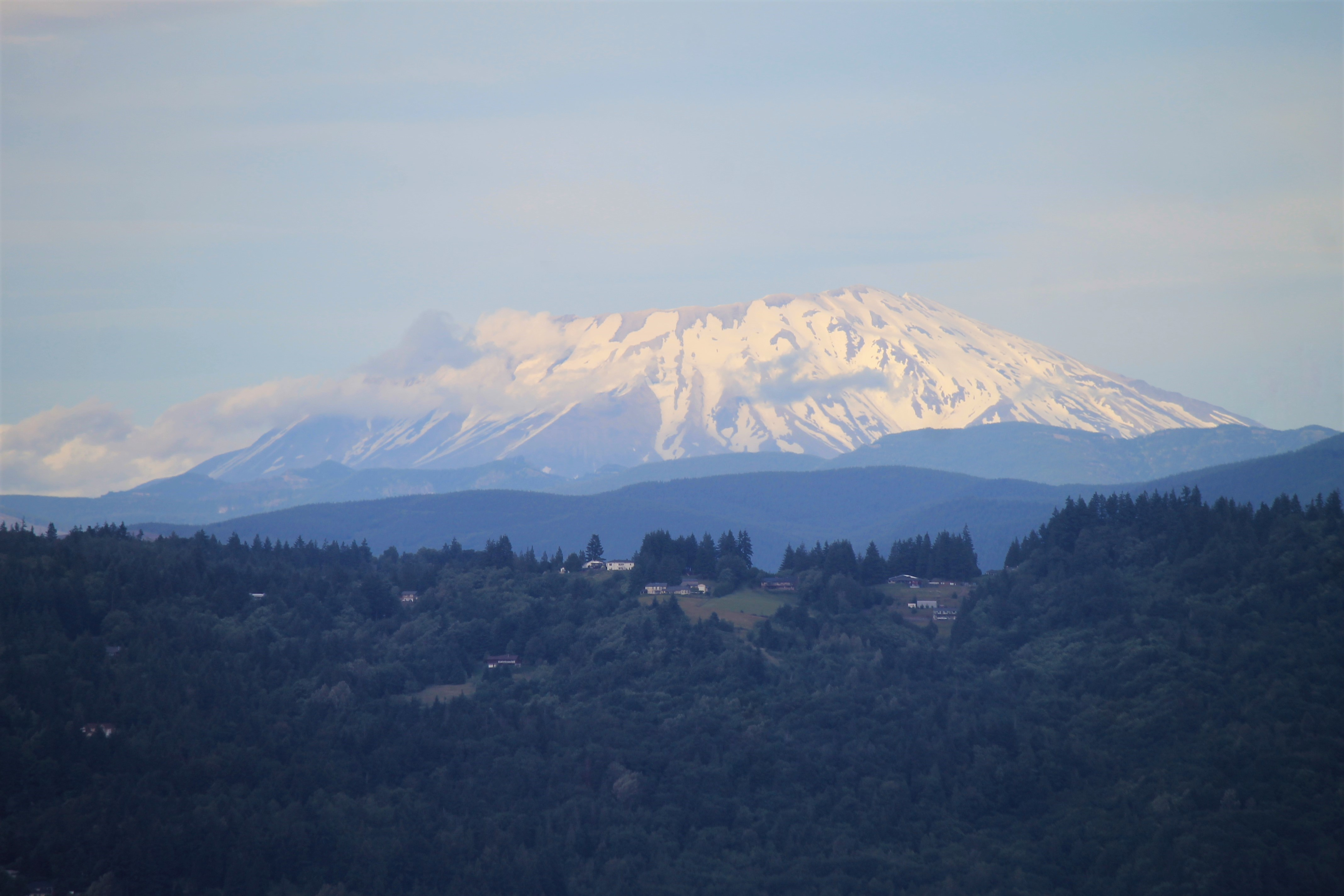
Il Saint Helens nel 2020

Il 19 dicembre 2006 si avvistò un grande pennacchio bianco di vapore condensato, che spinse alcuni giornalisti a supporre che ci sarebbe stata una piccola eruzione. Tuttavia, il Cascades Volcano Observatory dell'USGS non menzionò alcun pennacchio di cenere significativo. Il vulcano si risvegliò dunque dall'ottobre del 2004, ma si contraddistinse per una graduale estrusione di lava che formava un duomo nel cratere.
Il 16 gennaio 2008, cominciò a fuoriuscire del vapore da una frattura in cima alla cupola di lava: l'attività sismica associata risultò la più degna di nota dal 2004. Gli scienziati sospesero le attività nel cratere e sui fianchi della montagna, ma il rischio di una grande eruzione restò basso. Alla fine di gennaio, le attività cessarono e non venne più espulsa lava: fu però il 10 luglio 2008 che l'USGS dichiarò l'esaurirsi di tale fase, dopo più di sei mesi di inattività vulcanica.

### Rischi attuali
Le future eruzioni del monte Saint Helens potranno probabilmente avere una portata anche maggiore di quella del 1980. L'attuale configurazione dei duomi di lava nel cratere indica che sarà necessaria molta più pressione per la prossima eruzione, ragion per cui il livello di distruzione sarà più alto. Una significativa caduta di cenere potrebbe sparpagliarsi in un'area di 100.000 km², comportando tra l'altro gravi rischi per il traffico aereo. Un grande flusso di lahar si riverserebbe probabilmente sui banchi del fiume Toutle, causando la distruzione nelle aree abitate lungo la I-5.

## Ecologia

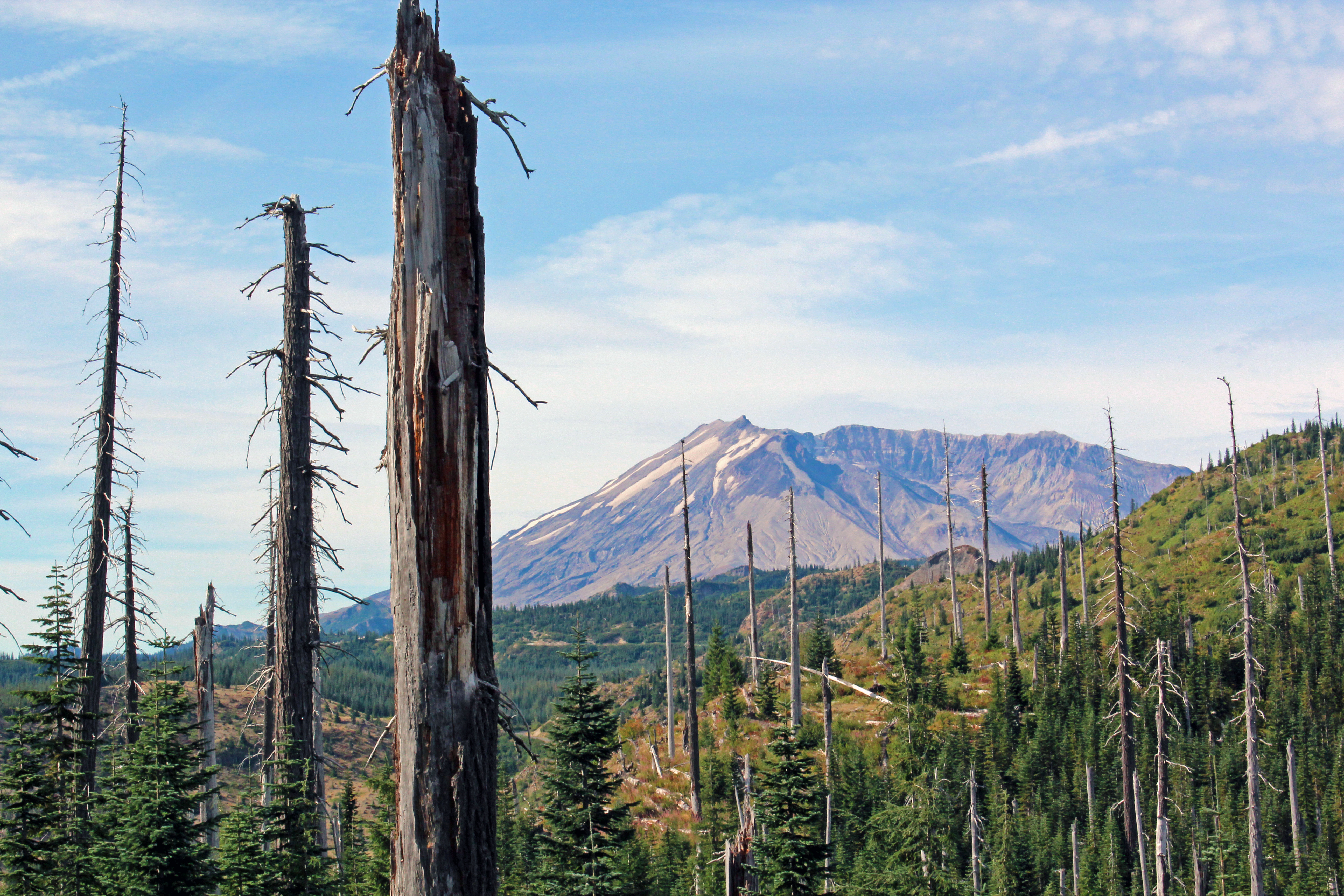
Vent'anni dopo l'eruzione del 1980, gli alberi morti causati dall'esplosione restano ancora in piedi

Quando indisturbate, le pendici del monte St. Helens offrono l'habitat ad esseri viventi tipici dell'ecoregione della catena delle Cascate occidentali. In tale area si registrano precipitazioni abbondanti, con una media annuale di 2.373 mm a Spirit Lake. Grazie all'elevata piovosità, prosperano fitte foreste fino a 1.600 m, inclusi esemplari di tsuga occidentale (Tsuga heterophylla), abete di Douglas (Pseudotsuga menziesii) e cedro rosso occidentale (Thuja plicata). Al di sopra di tale fascia, primeggia l'abete amabile (Thuja plicata) fino a 1.300 m. Infine, sotto la linea degli alberi, la foresta si compone di tsughe mertensiane (Tsuga mertensiana), abete amabile e cipresso di Nootka (Callitropsis nootkatensis).
La linea degli alberi si attesta in loco a una quota abbastanza bassa, ovvero circa 1.340 m. Una simile anomalia si deve alla frequenza delle eruzioni, in quanto si crede che il limite si possa rintracciare su zone localizzate a un'altitudine maggiore durante i periodi di quiescenza. I prati composti da fiori alpini sono rari.
Le capre delle nevi (Oreamnos americanus) abitavano altitudini più elevate del picco, anche se un gran numero di esse perì dopo il 1980. Tra i grandi mammiferi rintracciabili in zona figurano il wapiti di Roosevelt (Cervus canadensis roosevelti), il cervo dalla coda nera (Odocoileus hemionus columbianus), l'orso nero americano (Ursus americanus) e il puma (Puma concolor).

### Impatto delle eruzioni
Il monte St. Helens si annovera tra i vulcani più studiati con riferimento all'impatto derivante dalle eruzioni sulla fauna e la flora locale, oltre che dal disturbo ecologico. I retaggi biologici appaiono i principali sopravvissuti ai vari episodi catastrofici. Nello specifico, gli studiosi analizzano esseri viventi ancora in buona salute (ad esempio piante che hanno resistito alla caduta di cenere o al flusso piroclastico), detriti organici o modelli biotici di epoche trascorse. Queste eredità biologiche hanno altamente influenzato il ripristino dello status quo risalente agli anni antecedenti alle eruzioni.

## Storia umana

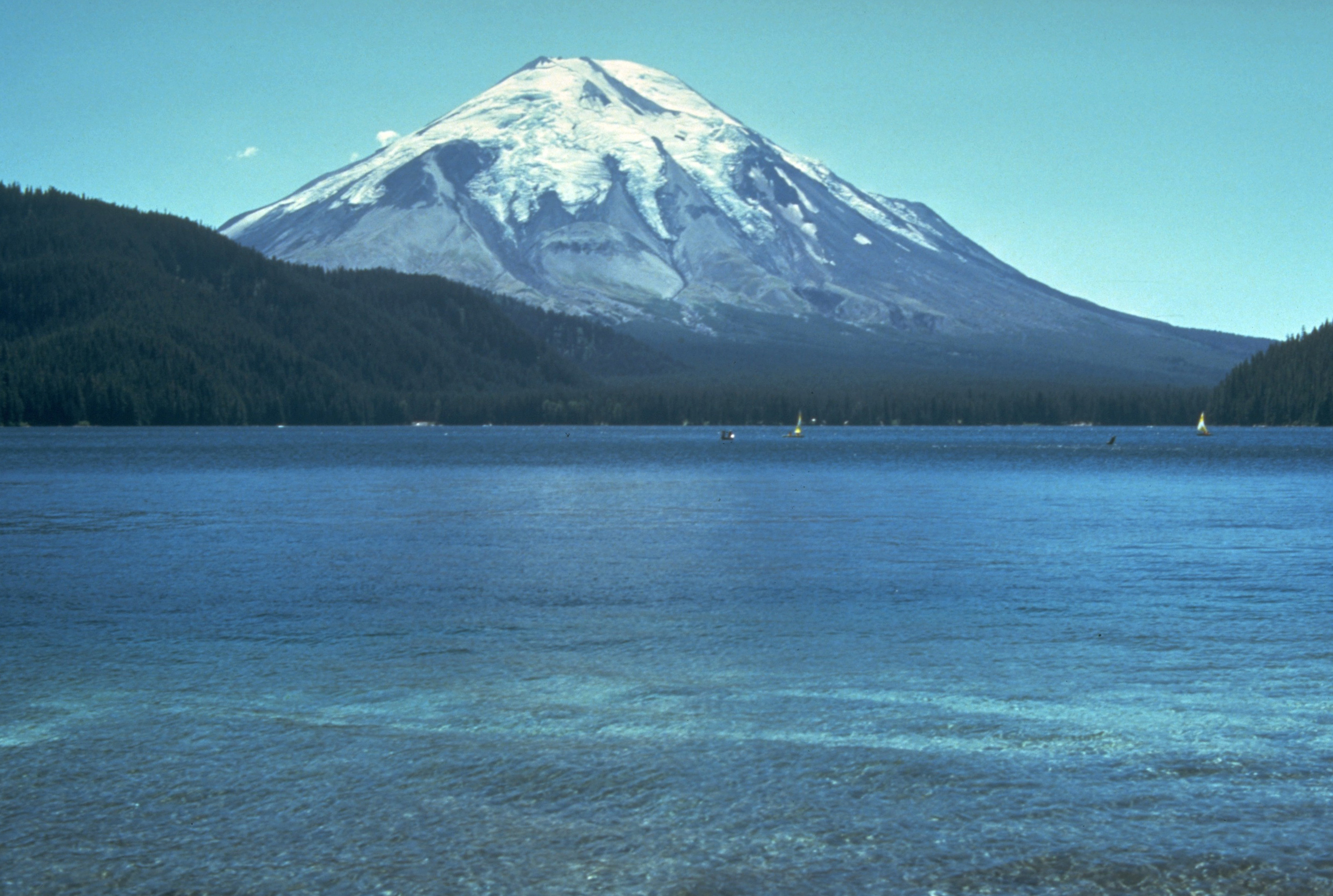
Il grosso delle leggende che circondano il vulcano risalgono perlopiù all'epoca antica

### Epoca antica
I racconti dei nativi americani relativi al vulcano includono numerosi miti volti a spiegare i motivi delle eruzioni e la genesi dei vari crateri della catena delle Cascate. Il più famoso di essi riguarda la storia del cosiddetto Ponte degli Dei come narrato dalla tribù dei Klickitat.
Secondo tale mito, Tyhee Saghalie, sovrano di tutti gli dei, e i suoi due figli Pahto (noto anche come Klickitat) e Wy'east si recarono da settentrione nella regione del fiume Columbia, in cerca di un luogo dove poter vivere. Stupiti dalla bellezza del paesaggio, i bambini cominciarono a litigare per il possesso del luogo. Per risolvere la disputa, il padre scoccò due frecce con il suo potente arco: una a nord e l'altra a sud. Pahto seguì la prima, mentre Wy'east la seconda. Tyhee Saghalie forgiò dunque il Tanmahawis ("Ponte degli Dei") c in modo che la sua famiglia potesse incontrarsi di nuovo più facilmente. Quando i due figli si innamorarono della stessa donna, di nome Loowit, questa si trovò in difficoltà e non sapeva chi scegliere tra i due. I figli si batterono per il suo cuore distruggendo le foreste e i villaggi dove si era svolto il combattimento con lanci di frecce e pietre. L'intera area fu distrutta e la terra tremò così forte che il Ponte degli dei cadde nel fiume Columbia. Per punirli, Tyhee Saghalie decise di trasformarli in enormi montagne: Wy'east divenne il vulcano Hood, che svetta imperioso a dimostrazione dell'orgoglio di lui, e Pahto il vulcano Adams, che si presenta con il "capo" chino perché continuamente pensoso verso il suo amore perduto. Loowit fu trasformato nel Saint Helens, allora di aspetto grazioso, noto tra i Klickitat come Louwala-Clough ("montagna fumante"), mentre questo risultava noto tra i Shahaptin come monte Loowit.
La montagna era considerata sacra pure dai Cowlitz e degli Yakama, entrambe tribù stanziatesi nell'area. La linea degli alberi assumeva eccezionale valore spirituale per gli autoctoni: la montagna era denominata Lawetlat'la, traducibile approssimativamente come "la fumatrice", e aveva un certo ruolo nei miti teogonici e in alcune delle loro canzoni e rituali. In segno di riconoscimento per il suo significato culturale, oltre 12.000 acri del monte (approssimativamente inclusi nel Loowit Trail) sono stati elencati nel Registro nazionale dei luoghi storici.
Altri nomi tribali dell'area per la montagna includono nšh´ák´ ("acqua che sgorga") dei Chehalis del sud, e aka akn ("montagna di neve"), un termine Chinook.

### Arrivo degli europei

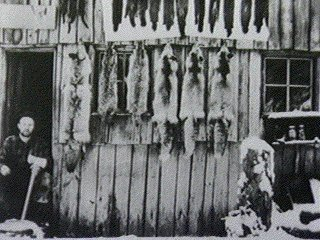
Un cacciatore di pellicce (trapper) nel XIX secolo presso il monte St. Helens

Il comandante George Vancouver e gli ufficiali dell'HMS Discovery, per conto della Royal Navy, eseguirono il primo avvistamento registrato degli europei del monte St. Helens il 19 maggio 1792, durante il rilevamento della costa settentrionale dell'Oceano Pacifico. Vancouver battezzò la montagna in onore del diplomatico britannico Alleyne Fitzherbert, primo barone di St. Helens il 20 ottobre 1792, come riportato dal Discovery quando si appropinquò alla foce del fiume Columbia.
Anni dopo, esploratori, commercianti e missionari vennero a sapere di un vulcano in eruzione nella zona. Geologi e storici conclusero molto più tardi che l'eruzione ebbe luogo nel 1800, assistendo al principio della fase eruttiva di Goat Rocks. Allarmata dalla "neve secca", la tribù Nespelem del nord-est di Washington avrebbe ballato e pregato piuttosto che raccogliere cibo e patire durante quell'inverno la fame.
Alla fine del 1805 e all'inizio del 1806, i membri della spedizione di Lewis e Clark avvistarono il vulcano dal fiume Columbia, ma non riferirono né di un'eruzione in corso né di prove recenti che ne testimoniassero una accaduta poco prima. Si segnalava la presenza di sabbie mobili e condizioni del canale intasato alla foce del fiume Sandy, vicino a Portland, suggerendo un'eruzione del monte Hood a volte nei decenni precedenti.
Negli anni 1830, Hall J. Kelley propose di ribattezzare la catena Presidents' Range, con l'intenzione di assegnare a ciascun vulcano il nome di un presidente degli Stati Uniti. Nel suo schema, il St. Helens doveva essere ribattezzato monte Washington.

### Colonizzazione europea e sfruttamento dell'area

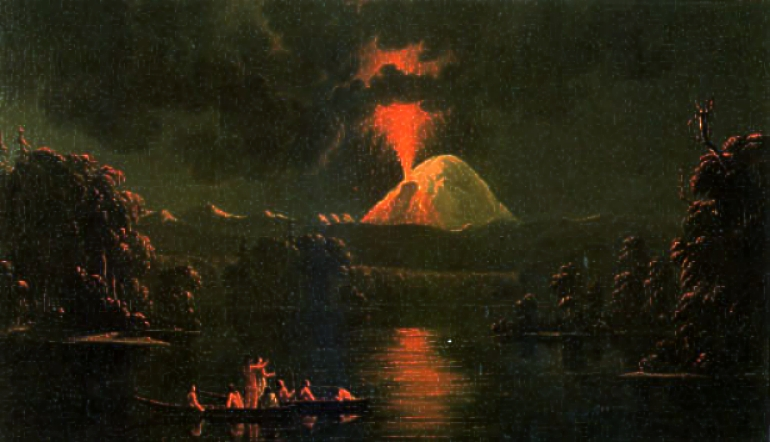
Dipinto di Paul Kane intitolato Il monte St. Helens in eruzione di notte dopo la sua visita in zona nel 1847

Il primo resoconto autenticato di un testimone oculare non indigeno di un'eruzione vulcanica risale al marzo del 1835 per opera di Meredith Gairdner, quando era al lavoro per la Compagnia della Baia di Hudson di stanza a Fort Vancouver. Questi inviò un resoconto all'Edinburgh New Philosophical Journal, che pubblicò la sua lettera nel gennaio 1836. James Dwight Dana dell'Università di Yale, mentre navigava con la spedizione di Wilkes, scorse il picco quiescente dalla foce del fiume Columbia nel 1841. Un altro membro della spedizione descrisse in seguito le "lave basaltiche alveolari" alla base della montagna.
Alla fine dell'autunno o all'inizio dell'inverno del 1842, i vicini coloni e missionari europei furono testimoni della cosiddetta Grande Eruzione (Great Eruption). In tale occasione, si generarono sorprendenti nubi di cenere e per 15 anni seguirono lievi esplosioni. Si trattò probabilmente in quell'occasione di un'eruzione freatica (esplosioni di vapore). Il reverendo Josiah L. Parrish a Champoeg, in Oregon, assistette all'eruzione del St. Helens il 22 novembre 1842. La cenere potrebbe aver allora raggiunto The Dalles,80 km a sud-est del vulcano.
Nell'ottobre del 1843, il futuro governatore della California Peter H. Burnett raccontò una storia apocrifa molto probabilmente descritta da un uomo indigeno che si ustionò gravemente un piede e una gamba nella lava o nella cenere calda mentre era a caccia di cervi. La storia raccontava che l'uomo ferito cercò cure a Fort Vancouver, ma il commissario contemporaneo del forte, Napoleon McGilvery, negò di essere a conoscenza dell'incidente. Il tenente britannico Henry J. Warre abbozzò con un'illustrazione l'eruzione nel 1845, e due anni dopo il pittore canadese Paul Kane dipinse con acquerelli la vetta fumante. La fatica di Warre evidenziò l'eruzione di materiale da uno sfiato a circa un terzo della discesa dalla vetta sul lato ovest o nord-ovest della montagna (forse a Goat Rocks), e uno degli schizzi sul campo di Kane mostra il fumo che proveniva quadi dalla stessa posizione.
Il 17 aprile 1857, il Republican, un giornale di Steilacoom, riferì che "il monte St. Helens, o qualche altro monte a sud, è stato visto[...] fumare". La mancanza di uno strato di cenere significativo associato a questo evento indica che si trattava di una piccola eruzione: si trattò della prima attività vulcanica segnalata nel 1854.
Prima dell'eruzione del 1980, il lago Spirit offriva la possibilità di compiere attività ricreative tutto l'anno. In estate si era soliti eseguire canottaggio, nuoto e campeggio, mentre in inverno lo sci.

### Impatto antropico dell'eruzione del 1980

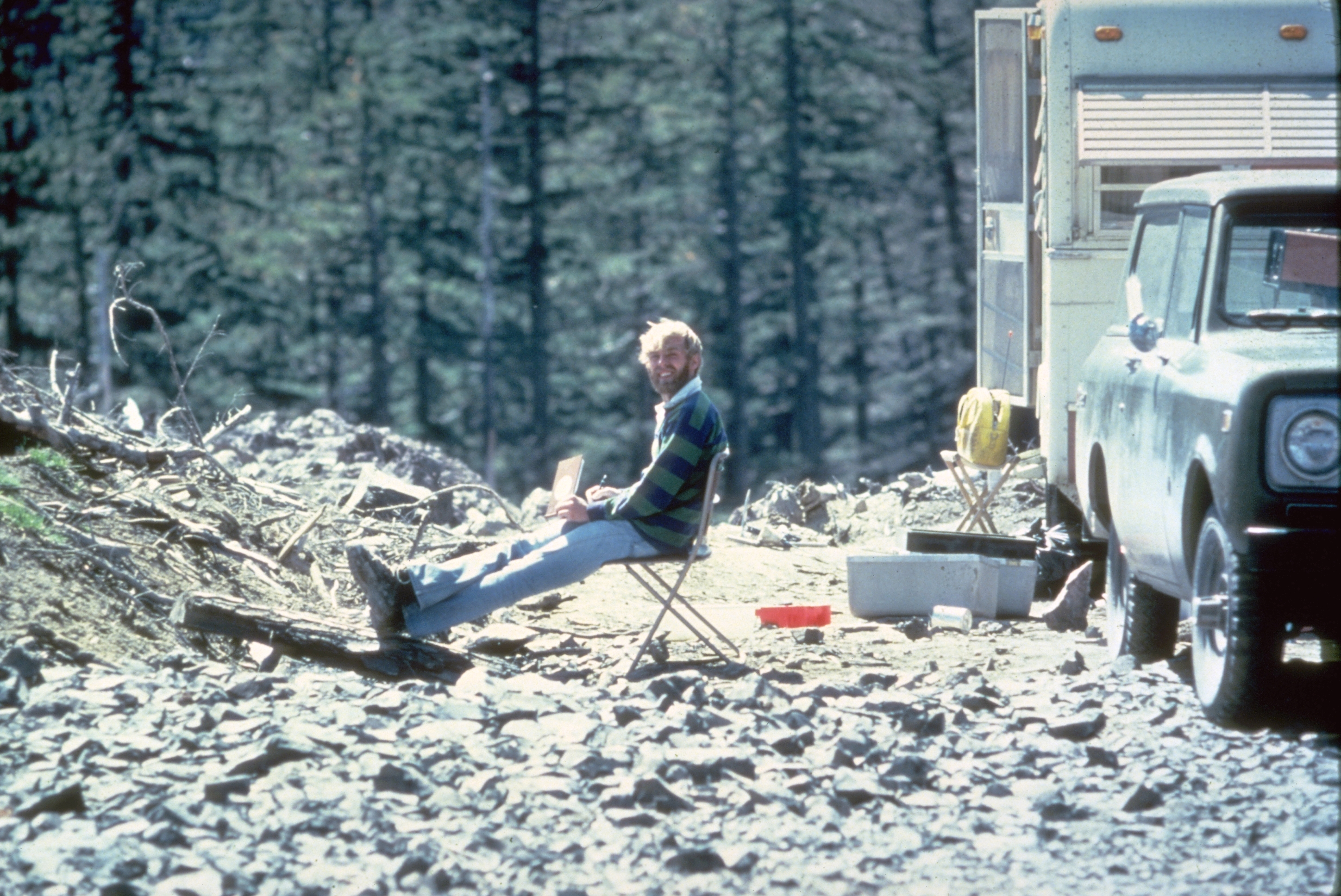
David A. Johnston qualche ora prima di venire ucciso dall'eruzione del 1980

57 persone persero la vita durante l'eruzione. Se l'eruzione fosse avvenuta un giorno dopo, di lunedì, quando i taglialegna cominciano la settimana di lavoro, il bilancio sarebbe potuto essere molto più alto.
L'ottantatreenne Harry Randall Truman, un imprenditore che aveva vissuto vicino alla montagna da 54 anni, divenne famoso quando decise di non evacuare prima dell'imminente eruzione, nonostante i ripetuti appelli delle autorità locali. Il suo corpo non fu mai rinvenuto dopo l'eruzione.
Un'altra vittima illustre fu il vulcanologo David A. Johnston, all'epoca trentenne, che era di stanza nella vicina Coldwater Ridge. Pochi istanti prima che la sua posizione venisse colpita dal flusso piroclastico, Johnston trasmise via radio le sue famose ultime parole: "Vancouver! Vancouver! Eccolo!". Anche le spoglie di Johnston non andarono mai trovate.
Il presidente Jimmy Carter, dopo essersi recato sul posto e aver esaminato il danno dichiarò: "Qualcuno ha paragonato quest'area a un panorama lunare. A dirla tutta, la luna appare più un campo da golf rispetto a quello che si trova qui". Una troupe cinematografica, guidata dal regista di Seattle Otto Seiber, si recò a bordo di un elicottero sul posto il 23 maggio per documentare la distruzione: poiché tuttavia la loro bussola era impazzita, questi finirono per girare spesso in tondo, perdendosi in svariate occasioni. Una seconda eruzione avvenne il 25 maggio, ma l'equipaggio sopravvisse e fu salvato due giorni dopo dai piloti di elicotteri della Guardia Nazionale. Il loro film, The Eruption of Mount St. Helens, divenne in seguito un popolare documentario.
L'eruzione ebbe effetti negativi non solo nelle brevi distanze. Le piogge di cenere causarono circa 100 milioni di dollari di danni all'agricoltura sottovento del Washington orientale.
Malgrado quanto premesso, il deposito ingente di minerali fertili per il suolo permise un aumento della produzione di mele e grano dopo il 1980. La cenere stessa costituì inoltre una fonte di reddito, essendo funzionale a realizzare la gemma artificiale dell'helenite, trovando impiego nel settore della ceramica o andando venduta come souvenir ai turisti.

### Protezione e storia successiva

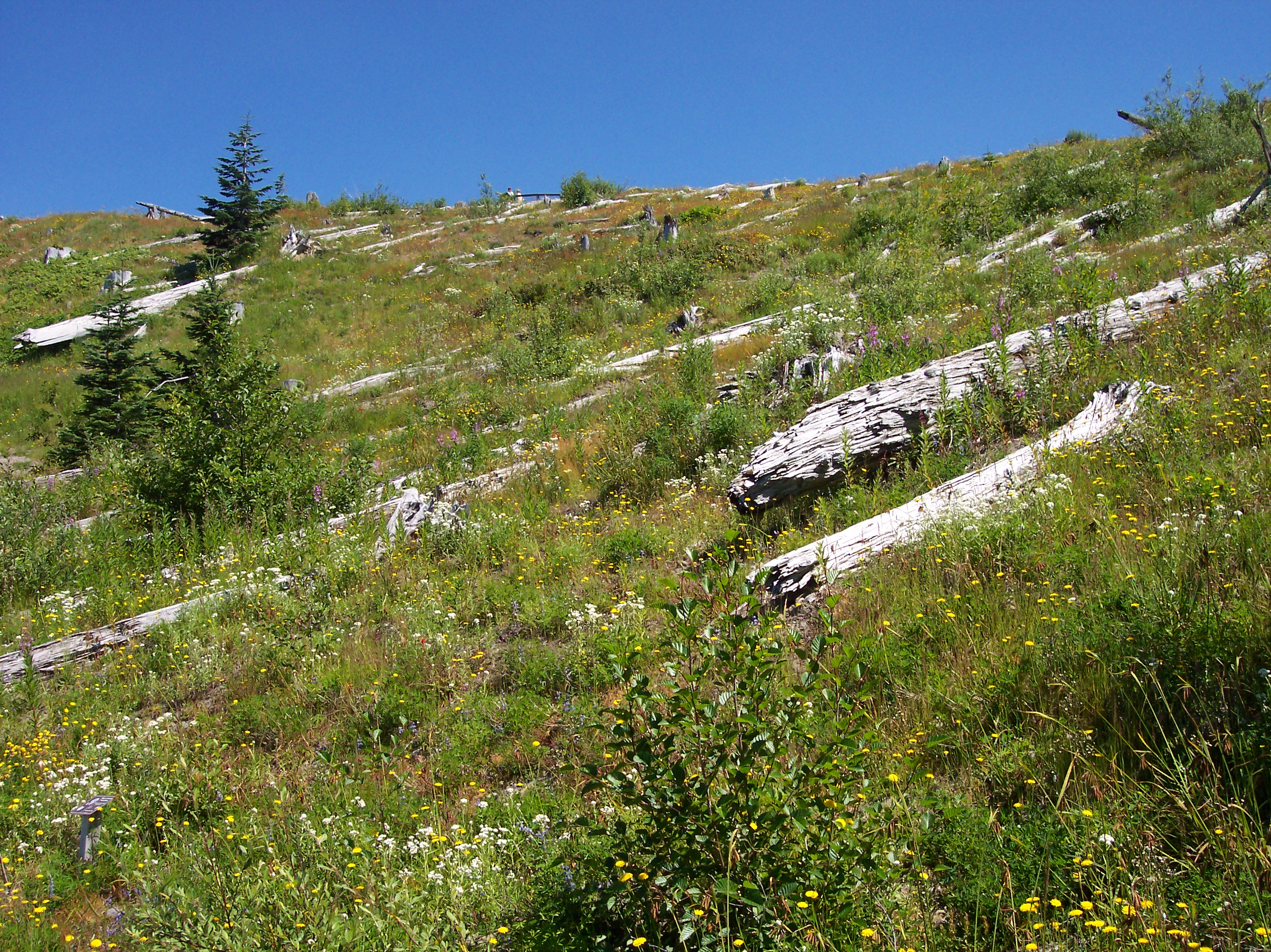
La collina nei pressi dell'Osservatorio Johnston Ridge a 25 anni di distanza dall'eruzione

Nel 1982, il presidente Ronald Reagan e il Congresso degli Stati Uniti istituirono il monumento nazionale vulcanico del monte Saint Helens (Mount St. Helens National Volcanic Monument), un'area ampia 45.000 ettari intorno alla montagna e compresa nella foresta nazionale di Gifford Pinchot.
Dopo l'eruzione del 1980, l'area venne lasciata tornare gradualmente al suo stato naturale. Nel 1987, il Servizio Forestale statunitense riaprì la montagna per l'arrampicata: nel 2004, l'avvio di nuove attività vulcaniche imposero la chiusura dell'area intorno alla montagna.
Degna di nota è stata la chiusura del sentiero Monitor Ridge, che in precedenza consentiva a un tetto massimo di 100 escursionisti autorizzati per volta al giorno di salire in vetta. Il 21 luglio 2006, la montagna fu nuovamente aperta agli appassionati delle scalate. Nel febbraio del 2010, uno scalatore morì dopo essere caduto dall'orlo nel cratere.

## Attività ricreative
Il monte St. Helens costituisce una popolare destinazione di arrampicata sia per gli alpinisti principianti ed esperti. Il picco viene scalato tutto l'anno, anche se con maggiore intensità dalla tarda primavera all'inizio dell'autunno. Tutti i percorsi includono sezioni di terreno ripido e accidentato. Dal 1987 è in vigore un sistema di permessi di cui devono necessariamente munirsi gli scalatori per chiunque voglia salire oltre i 1.500 m sulle pendici del vulcano.
Il percorso per eccellenza che comprende escursionismo e alpinismo affrontato nei mesi più caldi risulta il Monitor Ridge, con partenza presso il Climbers Bivouac. Si tratta del cammino più popolare e affollato per la vetta in estate, che si snoda per 8 km e sale di 1.400 m di quota per poi raggiungere l'apice del cratere. Sebbene faticosa, è considerata una salita non tecnica che comporta una parziale scalata su terreni accidentati. Il tempo medio di conclusione del percorso tra andata e ritorno risulta compreso tra le 7 e le 12 ore.
Il percorso Worm Flows è quello in inverno maggiormente consigliato, in quanto appare il meno tortuoso in direzione della vetta. Il percorso vede circa 1.700 m di dislivello distribuiti su circa 10 km dal punto d'inizio alla vetta, ma non richiede l'arrampicata tecnica che alcune altre cime delle Cascate come il monte Rainier richiedono. Il nome della tratta si riferisce alle colate laviche rocciose che la circondano. Se si vuole affrontare tale cammino, è necessario raggiungere il Marble Mountain Sno-Park o lo Swift Ski Trail.
La montagna è ora circondata dal Loowit Trail ad altitudini di 1200–1500 m: il segmento settentrionale del sentiero dal fiume South Fork Toutle a ovest fino a Windy Pass a est è una zona riservata in cui sono vietati il campeggio, la bicicletta, gli animali domestici, gli incendi e le escursioni fuori pista.
Il 14 aprile 2008, John Slemp, un autista di motoslitte di Damascus, cadde da 450 m nel cratere dopo che una cornice di neve cedette sotto il suo peso durante una gita al vulcano con suo figlio. Nonostante la sua lunga caduta, Slemp sopravvisse con lievi ferite e tornò in grado di camminare dopo essersi fermato ai piedi della parete del cratere, dove lo trasse in salvo un elicottero del soccorso montano.
Un centro visitatori gestito dai parchi statali del Washington ha sede a Silver Lake, circa 50 km a ovest del St. Helens. Tra gli oggetti esposti nell'edificio figurano un grande modello del vulcano, un sismografo, ricostruzioni storiche che avvengono in determinati periodi dell'anno e una piccola sezione all'aperto.

## Nei media
Nel 1981 fu girato negli Stati Uniti un film dal titolo St. Helens (distribuito in Italia con il titolo St. Helens, la montagna della paura o Uragano di fuoco) che fornisce un resoconto piuttosto realistico dell'accaduto, sebbene alcune parti siano decisamente romanzate. Immancabile la realistica costante di ogni film del genere catastrofico, ossia l'imprevidenza, la superficialità e l'incredulità delle autorità locali di fronte a un disastro annunciato. La pellicola dipinge anche contrasti interni allo staff di vulcanologi presenti sul posto, di cui non c'è attualmente conferma alcuna. La colonna sonora originale del film è stata composta ed eseguita dal gruppo italiano "Goblin".
L'eruzione del 1980 ha anche parzialmente ispirato il film Dante's Peak - La furia della montagna, con Pierce Brosnan. Tuttavia, il vulcano nel lungometraggio è in realtà inventato, anche se viene esplicitamente detto che si trova nella catena delle Cascate. Inoltre, il vulcanologo interpretato da Pierce Brosnan alla fine sopravvive all'eruzione, mentre la figura reale a cui si ispira, il vulcanologo David Alexander Johnston, morì durante l'eruzione, trovandosi sul versante ovest della montagna quando questa esplose.
L'eruzione viene citata nel secondo episodio della serie animata L'incredibile Hulk, del 1982.